# Campeonato Europeo de Taekwondo de 1984
El V Campeonato Europeo de Taekwondo se realizó en Stuttgart (RFA) entre el 26 y el 28 de octubre de 1984 bajo la organización de la Unión Europea de Taekwondo (ETU) y la Federación Alemana de Taekwondo.

## Medallistas

### Masculino
| Evento | Oro                           | Plata                      | Bronce                                                    |
| ------ | ----------------------------- | -------------------------- | --------------------------------------------------------- |
| –48 kg | Halit Avcı Turquía            | Chan-Ok Choi RFA           | Benny de Fretes · Países Bajos · Manuel Trabazos · España |
| –52 kg | Reinhard Langer RFA           | Ben Rumeon · Países Bajos  | Aldo Codazzo · Italia · Turgut Uçan · Turquía             |
| –56 kg | Geremia Di Constanzo · Italia | Cengiz Yağız Turquía       | Martin Baker · Reino Unido · Jesús Benito · España        |
| –60 kg | Raffaele Marchione · Italia   | Erik Nissen Dinamarca      | Nuno Damaso · Suiza · Ahmet Ercan · Turquía               |
| –64 kg | Lucio Cuozzo · Italia         | Thomas Rodriguez Francia   | Ángel Navarrete · España · Daniel Stoll · Suiza           |
| –68 kg | Ruben Thijs · Países Bajos    | Nusret Ramazanoğlu Turquía | Peter Ebenfeld · Suecia · Nebojša Tošković · Yugoslavia   |
| –73 kg | Andreas Scheffler RFA         | Anton Maras Yugoslavia     | Per Madsen · Dinamarca · Luigi D'Oriano · Italia          |
| –78 kg | Richard Schulz RFA            | Metin Şahin Turquía        | Angel Bonadei Francia Robert Tomašević Yugoslavia         |
| –84 kg | Eugen Nefedow RFA             | Jens Stephansen Dinamarca  | Carmelo Medina · España · Christian Montjean · Francia    |
| +84 kg | Anton Ginhart RFA             | Alain Molle Francia        | Franz Stöllberger · Austria · Kimmo Tirkkonen · Finlandia |

### Femenino
| Evento | Oro                         | Plata                                    | Bronce                                                         |
| ------ | --------------------------- | ---------------------------------------- | -------------------------------------------------------------- |
| –48 kg | Tennur Yerlisu Turquía      | Regina Singer · Austria                  | Antonietta la Pietra · Italia · Lucía Martínez · España        |
| –52 kg | Rafaela Velasco · España    | Marion Gal RFA                           | Mireille Gosselin Francia Lisbeth Larsen Dinamarca             |
| –56 kg | Rocío Valverde · España     | Wina Hubers van Assenraad · Países Bajos | Brigitte Evanno Francia Dorothea Kapkowski RFA                 |
| –60 kg | María Paz Gordillo · España | Angelika Holzner RFA                     | Janine Basten-Crapels · Países Bajos · Maria Genovese · Italia |
| –64 kg | Michaela Huber · Austria    | Mette Nielsen Dinamarca                  | Monica Conte · Italia · Doris Fuchsreiter · RFA                |
| –68 kg | Petra Urban RFA             | Elena Navaz · España                     | Ingrid Claes · Bélgica · Mandy de Jongh · Países Bajos         |
| –73 kg | Else Marie Olsen Dinamarca  | Sabine Troschke RFA                      | Wendy Baardman · Países Bajos · Olga Mazúa · España            |
| +73 kg | Ute Güster RFA              | Encarna Touriño · España                 | —                                                              |

## Medallero
| Núm. | País         | Oro | Plata | Bronce | Total |
| ---- | ------------ | --- | ----- | ------ | ----- |
| 1    | RFA          | 7   | 4     | 2      | 13    |
| 2    | España       | 3   | 2     | 6      | 11    |
| 3    | Italia       | 3   | 0     | 5      | 8     |
| 4    | Turquía      | 2   | 3     | 2      | 7     |
| 5    | Dinamarca    | 1   | 3     | 2      | 6     |
| 6    | Países Bajos | 1   | 2     | 4      | 7     |
| 7    | Austria      | 1   | 1     | 1      | 3     |
| 8    | Francia      | 0   | 2     | 4      | 6     |
| 9    | Yugoslavia   | 0   | 1     | 2      | 3     |
| 10   | Suiza        | 0   | 0     | 2      | 2     |
| 11   | Bélgica      | 0   | 0     | 1      | 1     |
| 11   | Finlandia    | 0   | 0     | 1      | 1     |
| 11   | Reino Unido  | 0   | 0     | 1      | 1     |
| 11   | Suecia       | 0   | 0     | 1      | 1     |
|      | TOTAL        | 18  | 18    | 34     | 70    |